# Апије Клаудије Цек
Апије Клаудије Цек (лат. Appius Claudius Caecus, конзул 307. и 296. п. н. e.), државник и политичар, конзул, војсковођа, непоколебиво строг цензор, a књижевник само узгред. Бавио се и питањима граматике и реформе правописа. Саградио је први велики римски водовод (aqua Appia) и још до данас сачувани друм, via Appia. Апијева је и изрека да је „свако своје среће ковач“.
Апије Клаудије прва је добро позната личност римске историје. Његова младост је пала у године римских освајања по Апенинском полуострву. Тада су и културне везе Рима са грчким градовима јужне Италије из године у годину бивале све тешње. Године 338. п. н. е. постале су римски муниципални град Куме , стара халкидска колонија у Кампанији. Године 327. п. н. е. уврштен је и Напуљ међу „савезничке градове“ (civitates foederatae). У томе времену многих ратова родио се Апије Клаудије, државник и политичар, a књижевник само узгред. Прославио се као војсковођа у ратовима против Самнићана и Етрураца. Био је непоколебиво строг цензор. Овај је угледни аристрократа учинио много за шире слојеве. Омогућио је и људима из нижих сталежа приступ у Сенат, чак и неким ослобођеницима. Умео је да оцени развој друштвених прилика. Допринео је и изградњи Рима.
Као сви политичари Римске републике био је и беседник. Прославио се говором против мира који је 280. п. н. е. тесалски краљ Пир, савезник Тарента, понудио Римском сенату. Говор, сачуван у породичном архиву доцније је и објављен. Мисли се да је тај текст послужио песнику Енију који у своме историјском спеву даје парафразу те беседе у стиховима. Познато је да је говор читао још у 1. веку п. н. е. велики римски беседник Цицерон.
Старост Апијева пада у доба ратовања на хеленском југу Италског полуострва. Стога се може с разлогом претпоставити да је на Апија утицала хеленска књижевност тих крајева. Античко обавештење доиста и помиње да је Апије саставио неки carmen. Била је то, чини се, збирка изрека, можда и названа просто Изреке (Sententiae). Сачувано је неколико фрагмената. Апије казује да „треба бити уравнотежена духа, да необузданост не би родила злочин и срамно дело“ (aequi animi compotem esse ne quid fraudis stuprique ferocia pariat). Апијева је и изрека да је „свако своје среће ковач“ (fabrum esse suae quemque fortunae). Апијеве сентенције, можда састављене у сатурнском стиху, ценио је y 2. веку п. н. е. грчки стоичар Панајтије близак филхеленском кругу Скипиона. Цицерон казује да су имале питагорски карактер (carmen Pythagoreum). Има стручњака који су ово Цицероново сведочанство безразложно одбацивали. Знао је Цицерон шта је Питагорино учење, a y Апијево доба то је учење било распрострањено по јужној Италији где је и поникло око 500. п. н. е. Као да су још у доба етрурског господства питагорска учења о страхотама и казнама на ономе свету утицала на есхатолошка веровања Етрураца, у чијим гробницама се налазе слике кажњавања преминулих и слике страшних демона мучитеља. У време Апијево додигли су Римљани крај самога Форума статуу Питагорину, a грчки филозоф и музичар Аристоксен из Тарента, рођен око 370. п. н. е., који је саставио једну биографију Питагоре, изричито казује да су Римљани прихватили Питагорино учење. Стога се помишља да је извор Апијевих изрека била нека грчка питагорска збирка или збирка изрека сицилског комедиографа Епихарма (550—460. п. н. е.) блиског питагоровцима.
Друга античка сведочанства казују да се Апије Клаудије бавио и питањима граматике и реформе правописа. Приписују Апију и једну правну расправу (De usurpationibus). Али за развој правне књижевности од пресудног значаја био је подстрек који је Апије Клаудије дао своме ослобођенику Гнеју Флавију да попише и објави правила судског поступка (legis actiones) заједно са судским календаром. Тај Флавијев закон (Ius Flavianum) био је необично важан револуционарни потез. До 304. п. н. е., када је законик објављен, свештеничка дружина понтифика (pontifices) објављивала је из месеца у месеп списак дана када су биле дозвољене судске расправе. Свештеници су дотада били једино надлежни да одреде начин како ваља вршити правне послове, које су формуле пуноважне и сл. Са аристократским породицима којима су припадале њихове старешине, ове су свештеничке дружине држале у својим рукама све правне послове. Аристократа, али реалан човек и праведан цензор, Апије Клаудије уз помоћ свога ослобођеника Флавија окончао је ово стање, и то у корист плебејаца. Они су добили писани законик и правилник, па нису више били изложени на милост и немилост самовољи аристрократије.
Оскудна граматичарска и књижевна делатност аристократе и државника Апија Клаудија није оставила дубљег трага ни у римској књижевности, ни у сећању потоњих поколења. Римски су правници знали какав је значај Флавијева закона. Али Апијево је име остало у сећању Римљана све до данашњег дана само захваљујући трајности његова грађевинског дела. Саградио је први велики римски водовод (aqua Appia) и још до данас сачувани друм, via Appia, важан за трговачки саобраћај и војне операције Римљана. Та његова дела помиње и сачувани антички натпис, елогиум.